# Steven Glenwood MacLean
Steven Glenwood „Steve“ MacLean (* 14. Dezember 1954 in Ottawa, Ontario, Kanada) ist ein kanadischer Astronaut.
MacLean kam in der kanadischen Hauptstadt Ottawa zur Welt. Dort besuchte er nach der Grundschule die Merivale High School um dann nach Toronto (Ontario) zu gehen und an der York University zu studieren. Neben seinem Physikstudium (York hat das landesweit umfangreichste Angebot in diesem Fach) leitete er ab 1974 zwei Jahre lang die Sportaktivitäten der Uni. Außerdem gehörte er 1976 und 1977 der kanadischen Nationalmannschaft im Kunstturnen an. Er vernachlässigte aber das Lernen nicht und legte 1977 seine Prüfung zum Bachelor mit Auszeichnung ab.
Mit Unterstützung mehrerer Stipendien setzte MacLean sein Physikstudium an der York-Universität fort. Er war so gut, dass er zwischen 1980 und 1983 oft selbst unterrichtete. Nachdem er 1983 in Laserphysik promoviert hatte, erhielt er vom kanadischen Forschungsrat erneut ein Stipendium. Mit diesem ging er in die USA. Er wurde Gastwissenschaftler an der kalifornischen Stanford University und arbeitete unter Leitung des Nobelpreisträgers Professor Schawlow an durch Laser erzeugte Kristallfluoreszenz und Laserspektroskopie.

## Astronautentätigkeit
MacLean begann im Februar 1984 mit dem ersten Basislehrgang für Nutzlastexperten. Im Dezember 1985 wurde er zusammen mit Bjarni Tryggvason als Ersatzmann für einen Einsatz auf dem Shuttle aufgestellt (STS-71-F mit der Raumfähre Columbia). Diese Mission "Canex-2" war für März 1987 geplant, wurde jedoch verursacht durch die Challenger-Katastrophe gestrichen. MacLean und Tryggvason hatten im Januar 1986 mit dem Training begonnen, als im Februar alle Flugvorbereitungen für weitere Shuttle-Flüge ausgesetzt wurden.
Zwischen 1988 und 1991 war MacLean Ansprechpartner der Astronauten für das kanadische STEAR-Programm (Strategic TEchnologies in Automation & Robotics). 1987 als Forschungsvorhaben für den Beitrag Kanadas zur Internationalen Raumstation (ISS) ins Leben gerufen, wollte man die STEAR-Technik, die für den Einsatz im Orbit entwickelt wurde, für den Gebrauch auf der Erde nutzbar machen und umgekehrt.
Danach nahm MacLean erneut mit Bjarni Tryggvason sein Training als Nutzlastspezialist wieder auf. Sein Jungfernflug an Bord der Columbia mit STS-52 fand Ende Oktober 1992 statt. Dabei betreute er eine Reihe von Forschungsvorhaben, die unter der Bezeichnung CANEX-2 (CANadian EXperiments) zusammengefasst wurden. Eines davon war das Advanced Space Vision System Experiment (ASVS), an dem MacLean seit fünf Jahren arbeitete und das erstmals in der Praxis erprobt wurde. Die ASVS-Ergebnisse flossen in die Entwicklung des von Kanada gebauten Roboterarms Canadarm2 für die ISS ein.
Nach seinem Raumflug nahm MacLean eine Lehrtätigkeit an der University of Toronto an und war drei Jahre lang Professor am Institute for Aerospace Studies. Daneben war er für Kunden aus Industrie und Wirtschaft als wissenschaftlicher Berater in Sachen ISS tätig. Im April 1994 wurde er zum Leiter des Astronautenteams der kanadischen Raumfahrtbehörde CSA (Canadian Space Agency) berufen.
Zusammen mit seiner vier Jahre zuvor ins kanadische Astronautenkader gewählten Kollegin Julie Payette nahm MacLean ab August 1996 im Johnson Space Center (JSC) der NASA an der Ausbildung zum Missionsspezialisten teil. Nach dem zweijährigen Lehrgang blieb er am JSC und arbeitete in verschiedenen Bereichen für das Astronautenbüro: in der Robotikabteilung, als CapCom oder als Mitglied der Unterstützungsmannschaften (so betreute er beispielsweise die Familienangehörigen von Ilan Ramon während STS-107).
Im Februar 2002 wurde MacLean als Missionsspezialist für STS-115 aufgestellt, einem Flug zur Internationalen Raumstation (ISS), der ursprünglich für das Jahr 2003 geplant war. Verursacht durch die Columbia-Katastrophe vom 1. Februar 2003, wurden alle Flüge zunächst ausgesetzt. STS-115 startete schließlich mit dreijähriger Verspätung am 9. September 2006 in Richtung ISS und koppelte zwei Tage später an. In sechs Tagen montierte die Besatzung der Atlantis das 16 Tonnen schwere Element P3/P4. Damit erhielt die Raumstation das zweite von vier Solarmodulen. Während dieses Fluges führte MacLean einen Weltraumausstieg durch. Zusammen mit Dan Burbank bereitete er in sieben Stunden die beiden Solarzellenflächen auf ihre Arbeit vor, indem er die Schutzverkleidung und Transportbefestigungen entfernte. Die Mission ging nach zwölf Tagen zu Ende.

## Management
Am 1. September 2008 wurde MacLean zum Präsidenten der kanadischen Raumfahrtbehörde CSA ernannt. Im Januar 2013 kündigte er an, von diesem Amt zurückzutreten, um in einem von Mike Lazaridis neu gegründeten Unternehmen im Bereich der Quantenphysik zu arbeiten.

## Privates
Steve MacLean und seine Frau haben drei Kinder.